# Blauer Butterfisch
Der Blaue Butterfisch oder Deckenfisch (Stromateus fiatola), Vorbild der nach ihm benannten Familie der Decken- (oder Medusen-)Fische in der Ordnung der Scombriformes, ist ein typischer Bewohner der nicht allzu küstenfernen Hochsee. Er lebt in dem oberen, noch durchlichteten Meeresbereich über dem Kontinentalschelf (epi- und bathypelagisch) in Tiefen bis zu 70 Metern. Die Art wird in geringem Umfang mit Bodenschleppnetzen und Langleinen befischt. An der südlichen Atlantik- und der südlichen Pazifikküste Südamerikas leben zwei weitere, sehr ähnliche Arten.

## Merkmale
Der Fisch wird meist etwa 35, selten bis zu 50 Zentimeter lang. Er ist dunkel silbrig, am Rücken braun bis blauschwarz mit dunkleren Flecken. Seine Seiten sind heller, bei Jungtieren mit einigen dunklen Querbinden gezeichnet. Rücken- und Afterflosse weisen keine Hartstrahlen und 43 bis 50 beziehungsweise 33–38 Weichstrahlen auf. Die Brustflossen sind bei Jungtieren schwarz, die Bauchflossen klein (sie fehlen bei den ausgewachsenen Fischen schon völlig).

## Lebensweise
Der Fisch lebt in Schwärmen und laicht in Küstennähe; die Eientwicklung erfolgt im freien Wasser. Die Jungfische suchen Anschluss an Quallen, in deren Schutz sie heranwachsen. Die Nahrung besteht zunächst aus Zooplankton, dann aus kleinen Fischen, Krebstieren, Salpen und Quallen.

## Verbreitung
Die Art lebt in nichttropischen Gewässern des Ostatlantiks von der Südküste Englands und Irlands (bis in die Biscaya ist er aber selten) bis zum Kap der Guten Hoffnung, auch rund um den Kanaren und Azoren; ferner im westlichen und nördlichen Mittelmeer bis zur Ägäis.

## Bemerkung
1. ↑  Etymologie: Der Name (στρωματεύς) bedeutet „Teppich“ (von stroma „Decke“), aber schon im Altgriechischen (bei Athenaios) auch einen bunten, flachen Fisch (Pape, Griech.-Wb. 1880); fiatola war laut Pierre Belon 1555 der römische Name eines bunten Mittelmeerfisches - ob es sich dabei um den Deckenfisch handelt, bleibt unsicher (vgl. John Johnston, Hist. nat. de piscibus, 1650, Tab. 19, 8). Als Francis Willughby um 1635 in Rom nach dem Fisch fragte, hatte der schon einen anderen Namen.